# Linx dels Balcans
El linx dels Balcans (Lynx lynx balcanicus) és una subespècie de linx nòrdic. És el símbol nacional de Macedònia del Nord i el felí més gros del continent europeu. Ha estat molt a prop de l'extinció durant gairebé un segle, amb un nombre estimat d'individus proper al centenar. La disminució del seu nombre es creu que és deguda a la caça furtiva.
Encara que aquest animal està catalogat com a subespècie, a la major part de cobertura informativa i algunes referències taxonòmiques, hi ha certa controvèrsia sobre aquest fet.